# Lawrence (Washington)
Lawrence az Amerikai Egyesült Államok északnyugati részén, Washington állam Whatcom megyéjében elhelyezkedő önkormányzat nélküli település.
Lawrence postahivatala 1892 és 1931 között működött. A település névadója egy helyi üzletember lánya, Laura Blankenship.

## Fordítás
- Ez a szócikk részben vagy egészben  a   Lawrence, Washington című angol Wikipédia-szócikk ezen változatának fordításán alapul.  Az eredeti cikk szerkesztőit annak laptörténete sorolja fel. Ez a jelzés csupán a megfogalmazás eredetét és a szerzői jogokat jelzi, nem szolgál a cikkben szereplő információk forrásmegjelöléseként.